# Влаве
Влаве (пол. Wławie) — село в Польщі, у гміні Косцян Косцянського повіту Великопольського воєводства.
Населення — 129 осіб (2011).
У 1975-1998 роках село належало до Лешненського воєводства.

## Демографія
Демографічна структура станом на 31 березня 2011 року:
|          | Загалом | Допрацездатний вік | Працездатний вік | Постпрацездатний вік |
| -------- | ------- | ------------------ | ---------------- | -------------------- |
| Чоловіки | 70      | 20                 | 44               | 6                    |
| Жінки    | 59      | 9                  | 34               | 16                   |
| Разом    | 129     | 29                 | 78               | 22                   |